# إدواردو س. كورال
إدواردو س. كورال (بالإنجليزية: Eduardo C. Corral)‏ هو شاعر أمريكي، ولد في 1970 في كازا غراندي في الولايات المتحدة.